# 巴尔塞奥
巴尔塞奥，是西班牙卡斯蒂利亚-莱昂萨拉曼卡省的一个市镇。 总面积21平方公里，总人口59人（2001年），人口密度3人/平方公里。